# Майсте, Тео-Эндель Фридрихович
Те́о-Э́ндель Фри́дрихович Ма́йсте (эст. Teo-Endel Friedrich Maiste; 29 февраля 1932, Выру, Эстония — 14 августа 2018) — эстонский оперный певец (бас) и педагог. Народный артист Эстонской ССР (1976).

## Биография
В 1962 году окончил Таллинскую консерваторию у Йенни Сиймон. В 1960—1965 годах солист театра «Ванемуйне». С 1965—2011 годах в труппе Эстонского театра оперы и балета. Активно концертировал. Гастролировал за рубежом. С 1970 года преподавал в Таллинской консерватории, где в 1984 году стал доцентом. Член КПСС в 1986—1991 годах.

## Оперные партии
- «Борис Годунов» Мусоргского — Борис Годунов, Варлаам
- «Дон Жуан» Моцарта — Лепорелло
- «Дон Карлос» Верди — Филипп II
- «Джанни Скикки» Пуччини — Джанни Скикки
- «Фауст» Гуно — Мефистофель
- «Кавалер розы» Штрауса — Барон Окc фон Лерхенау
- «Хари Янош» Кодая — Хари Янош
- «Порги и Бесс» Гершвина — Порги
- «Русалка» Даргомыжского — Мельник
- «Князь Игорь» Бородина — Князь Игорь, князь Галицкий
- «Катерина Измайлова» Шостаковича — Борис Тимофеевич
- «Обручение в монастыре» Прокофьева — Мендоза
- «Игрок» Прокофьева — Генерал
- «Сирано де Бержерак» Тамберга — Сирано (первый исполнитель)

## Награды
- 1970 — Заслуженный артист Эстонской ССР
- 1976 — Народный артист Эстонской ССР
- 1977 — премия Георга Отса
- 2002 — Орден Белой звезды 4 класса